# Протестантская федерация Франции
Протестантская федерация Франции (фр. Fédération protestante de France, FPF) — религиозная организация, основанная 25 октября 1905 года, объединяющая основные протестантские течения во Франции.

## Структура и члены федерации
Федерация объединяет следующие направления:
- Лютеранство;
- Реформатские церкви;
- Евангелизм;
- Пятидесятничество.

Список церквей-членов (по состоянию на 2019 год):
- Армия Спасения (СА);
- Сообщество франкоязычных африканских церквей самовыражения (CEAF);
- Сообщество протестантских евангелических церквей (CÉPÉE);
- Сообщество церквей франкоязычного региона (CEEF);
- Сообщество протестантских евангелических церквей (CéPéE);
- Пятидесятническая церковь Франции (EPF);
- Церковь Хиллсонг во Франции;
- Малагасийская протестантская церковь во Франции (FPMA);
- Объединённая протестантская церковь Франции (EPUdF);
- Федерация корейских церквей во Франции (FECF);
- Федерация евангельских баптистских церквей Франции (FEEBF);
- Евангелическая миссия цыган Франции (METF);
- Народная евангелическая миссия Франции (MPEF);
- Союз Ассамблей Божьих, член FPF (ADFP);
- Союз протестантских ассамблей на миссии (UAPM);
- Союз Церкви Божьей во Франции (UEDD);
- Союз свободных евангельских церквей Франции (UEEL);
- Союз евангелических методистских церквей Франции (UEEMF);
- Союз евангельских христианских церквей (СЕХЦ);
- Союз армянских евангелических церквей Франции (UEEAF);
- Союз евангельских церквей возрождения (UEER);
- Союз протестантских церквей Эльзаса и Лотарингии (UEPAL);
- Союз евангельских протестантских церквей «Горизонт» (UEPEH);
- Союз протестантской церкви Назарянина (UEPN);
- Союз протестантских церквей Foursquare France (UEPFF);
- Союз адвентистских федераций Франции (UFA);
- Национальный союз евангелических реформатских протестантских церквей Франции (UNEPREF);
- Союз независимых пятидесятнических церквей (UNEPI).

По данным 2023 года, федерация объединяет около 30 церквей и 80 ассоциаций, представляющих 500 общин. В неё входят более 1400 приходов и 1600 пасторов. Деятельность включает социальные проекты, образование и международное сотрудничество.

### Руководство
По состоянию на 2023 год президентом федерации является Кристиан Кригер, сменивший в 2022 году Франсуа Клавероли. Организация входит во Всемирный совет церквей.